# Pomena
Pomena är en ort i Kroatien. Den ligger i den sydöstra delen av landet, 400 km söder om huvudstaden Zagreb. Pomena ligger 16 meter över havet och antalet invånare är 134. Den ligger på ön Otok Mljet.
Terrängen runt Pomena är huvudsakligen platt, men österut är den kuperad. Havet är nära Pomena västerut.  Närmaste större samhälle är Blato, 11,5 km öster om Pomena. 